# Populus smithii
Populus smithii är en videväxtart som beskrevs av Louis Hyacinthe Boivin. Populus smithii ingår i släktet popplar, och familjen videväxter. Inga underarter finns listade i Catalogue of Life.